# Pia Theissen
Pia Theissen (Colônia, 14 de fevereiro de 1998) é uma modelo e rainha da beleza alemã, vencedora do concurso Miss Universo Alemanha 2024. Ela representará a Alemanha no concurso Miss Universo 2024 no México.

## Biografia e carreira
Theissen nasceu em 14 de fevereiro de 1998 em Colônia. Ela se formou na Universidade da Landschaftsverband Rheinland em Colônia e também aspirante a disc jockey.
Em 28 de abril de 2024, Theissen representou Colônia no Miss Universo Alemanha 2024. Ela representará a Alemanha no concurso Miss Universo 2024 no México. e competiu contra outras 15 candidatas no Living Hotel De Medici em Düsseldorf, onde conquistou o título e foi sucedida por Helena Bleicher. Como Miss Universo Alemanha, Theissen representará a Alemanha no concurso Miss Universo 2024 no México.